# Roberto Durán
Roberto Durán Samaniego (n. 16 iunie 1951, Ciudad de Panamá, Panama) este un fost boxer profesionist panamez care a luptat între 1968 și 2001. Duran a fost un boxer versatil și luptător, în ring ceea ce i-a adus porecla de "Manos de Piedra" ("Mâini de piatră") pentru puterea sa de lovire. A fost campion mondial în patru categorii diferite deținând centura ușoară (1972–1979), semimijlocie (1980), light middleweight (1983–1984), mijlocie (1989) și o deținere ca și campion nediscutat și liniar în 1978-1979. De asemenea, este al doilea boxer în a lupta timp de 5 decenii după Jack Johnson.
În 2002, Durán a fost votat de către revista The Ring ca al cincelea cel mai bun luptător în ultimii 80 de ani, în timp ce istoricul boxer Bert Sugar l-a clasat pe locul 8 în topul celor mai buni boxeri din istorie. The Associated Press l-a votat ca cel mai bun boxer la categoria ușoară din secolul al XX-lea, mulți considerândul cel mai bun din toată istoria. Durán s-a retras definitiv în ianuarie 2002 la vârsta de 50 de ani (retras anterior în 1998) după un grav accident automovilistic în octombrie 2001 cu un record profesionist de 119 lupte, 103 victorii și 70 de knockouts. Până la lupta cu Wilfred Benítez în 1982, a fost antrenat de legendarul antrenor de box, Ray Arcel.

## Rezultate în boxul profesionist
| Rez.       | Rezultat general | Adversar                     | Tip | Rundă, timp   | Dată         | Locație                                                               | Note                                                                             |
| ---------- | ---------------- | ---------------------------- | --- | ------------- | ------------ | --------------------------------------------------------------------- | -------------------------------------------------------------------------------- |
| Înfrângere | 103–16           | Héctor Camacho               | UD  | 12            | Jul 14, 2001 | Pepsi Center, Denver, Colorado, U.S.                                  | Lost NBA super middleweight title                                                |
| Victorie   | 103–15           | Patrick Goossen              | UD  | 10            | Aug 12, 2000 | Yakama Legends Casino, Toppenish, Washington, U.S.                    |                                                                                  |
| Victorie   | 102–15           | Pat Lawlor                   | UD  | 12            | Jun 16, 2000 | Gimnasio Nuevo Panama, Juan Díaz, Panama                              | Won NBA super middleweight title                                                 |
| Înfrângere | 101–15           | Omar Gonzalez                | UD  | 10            | Mar 6, 1999  | Mar del Plata, Buenos Aires, Argentina                                |                                                                                  |
| Înfrângere | 101–14           | William Joppy                | TKO | 3 (12), 2:54  | Aug 28, 1998 | Las Vegas Hilton, Winchester, Nevada, U.S.                            | For WBA middleweight title                                                       |
| Victorie   | 101–13           | Felix Jose Hernandez         | UD  | 10            | Jan 31, 1998 | Gimnasio Nuevo Panama, Panama City, Panama                            |                                                                                  |
| Victorie   | 100–13           | David Radford                | UD  | 8             | Nov 15, 1997 | Carousel Casino, Hammanskraal, South Africa                           |                                                                                  |
| Victorie   | 99–13            | Jorge Castro                 | UD  | 10            | Jun 14, 1997 | Gimnasio Nuevo Panama, Panama City, Panama                            |                                                                                  |
| Înfrângere | 98–13            | Jorge Castro                 | UD  | 10            | Feb 15, 1997 | Mar del Plata, Argentina                                              |                                                                                  |
| Victorie   | 98–12            | Mike Culbert                 | TKO | 6 (10), 2:24  | Sep 27, 1996 | Mountaineer Casino Racetrack and Resort, Chester, West Virginia, U.S. |                                                                                  |
| Victorie   | 97–12            | Ariel Cruz                   | KO  | 1 (10)        | Aug 31, 1996 | Gimnasio Nuevo Panama, Panama City, Panama                            |                                                                                  |
| Înfrângere | 96–12            | Héctor Camacho               | UD  | 12            | Jun 22, 1996 | Etess Arena, Atlantic City, New Jersey, U.S.                          | For vacant IBC middleweight title                                                |
| Victorie   | 96–11            | Ray Domenge                  | UD  | 10            | Feb 20, 1996 | Mahi Shrine Auditorium, Miami, Florida, U.S.                          |                                                                                  |
| Victorie   | 95–11            | Wilbur Garst                 | TKO | 4 (10), 2:14  | Dec 21, 1995 | War Memorial Auditorium, Fort Lauderdale, Florida, U.S.               |                                                                                  |
| Victorie   | 94–11            | Roni Martinez                | TKO | 7 (10), 2:59  | Jun 10, 1995 | Municipal Auditorium, Kansas City, Missouri, U.S.                     |                                                                                  |
| Înfrângere | 93–11            | Vinny Pazienza               | UD  | 12            | Jan 14, 1995 | Convention Hall, Atlantic City, New Jersey, U.S.                      | For IBC super middleweight title                                                 |
| Victorie   | 93–10            | Heath Todd                   | TKO | 6 (10), 3:00  | Oct 18, 1994 | Casino Magic, Bay St. Louis, Mississippi, U.S.                        |                                                                                  |
| Înfrângere | 92–10            | Vinny Pazienza               | UD  | 12            | Jun 25, 1994 | MGM Grand Garden Arena, Paradise, Nevada, U.S.                        | For vacant IBC super middleweight title                                          |
| Victorie   | 92–9             | Terry Thomas                 | TKO | 4 (10), 1:02  | Mar 29, 1994 | Casino Magic, Bay St. Louis, Mississippi, U.S.                        |                                                                                  |
| Victorie   | 91–9             | Carlos Montero               | UD  | 10            | Feb 22, 1994 | Marseille, France                                                     |                                                                                  |
| Victorie   | 90–9             | Tony Menefee                 | TKO | 8 (10)        | Dec 14, 1993 | Casino Magic, Bay St. Louis, Mississippi, U.S.                        |                                                                                  |
| Victorie   | 89–9             | Sean Fitzgerald              | KO  | 6 (10), 1:43  | Aug 17, 1993 | Casino Magic, Bay St. Louis, Mississippi, U.S.                        |                                                                                  |
| Victorie   | 88–9             | Jacques LeBlanc              | UD  | 10            | Jun 29, 1993 | Casino Magic, Bay St. Louis, Mississippi, U.S.                        |                                                                                  |
| Victorie   | 87–9             | Ken Hulsey                   | KO  | 2 (10), 2:45  | Dec 17, 1992 | CSU Convocation Center, Cleveland, Ohio, U.S.                         |                                                                                  |
| Victorie   | 86–9             | Tony Biglen                  | UD  | 10            | Sep 30, 1992 | Memorial Auditorium, Buffalo, New York, U.S.                          |                                                                                  |
| Înfrângere | 85–9             | Pat Lawlor                   | TKO | 6 (10), 1:50  | Mar 18, 1991 | The Mirage, Paradise, Nevada, U.S.                                    |                                                                                  |
| Înfrângere | 85–8             | Sugar Ray Leonard            | UD  | 12            | Dec 7, 1989  | The Mirage, Paradise, Nevada, U.S.                                    | For WBC super middleweight title                                                 |
| Victorie   | 85–7             | Iran Barkley                 | SD  | 12            | Feb 24, 1989 | Convention Hall, Atlantic City, New Jersey, U.S.                      | Won WBC middleweight title                                                       |
| Victorie   | 84–7             | Jeff Lanas                   | SD  | 10            | Oct 1, 1988  | International Amphitheatre, Chicago, Illinois, U.S.                   |                                                                                  |
| Victorie   | 83–7             | Paul Thorn                   | RTD | 6 (10), 3:00  | Apr 14, 1988 | Tropicana, Atlantic City, New Jersey, U.S.                            |                                                                                  |
| Victorie   | 82–7             | Ricky Stackhouse             | UD  | 10            | Feb 5, 1988  | Convention Hall, Atlantic City, New Jersey, U.S.                      |                                                                                  |
| Victorie   | 81–7             | Juan Carlos Giménez Ferreyra | UD  | 10            | Sep 12, 1987 | James L. Knight Convention Center, Miami Beach, Florida, U.S.         |                                                                                  |
| Victorie   | 80–7             | Victor Claudio               | UD  | 10            | 16 mai 1987  | Convention Center, Miami Beach, Florida, U.S.                         |                                                                                  |
| Înfrângere | 79–7             | Robbie Sims                  | SD  | 10            | Jun 23, 1986 | Caesars Palace, Paradise, Nevada, U.S.                                |                                                                                  |
| Victorie   | 79–6             | Jorge Suero                  | KO  | 2 (10), 1:45  | Apr 18, 1986 | Gimnasio Nuevo Panama, Panama City, Panama                            |                                                                                  |
| Victorie   | 78–6             | Manuel Zambrano              | KO  | 2 (10), 2:57  | Jan 31, 1986 | Gimnasio Nuevo Panama, Panama City, Panama                            |                                                                                  |
| Înfrângere | 77–6             | Thomas Hearns                | KO  | 2 (12)        | Jun 15, 1984 | Caesars Palace, Paradise, Nevada, U.S.                                | For WBC super welterweight title                                                 |
| Înfrângere | 77–5             | Marvin Hagler                | UD  | 15            | Nov 10, 1983 | Caesars Palace, Paradise, Nevada, U.S.                                | For WBA, WBC, IBF, The Ring, and lineal middleweight titles                      |
| Victorie   | 77–4             | Davey Moore                  | TKO | 8 (15), 2:02  | Jun 16, 1983 | Madison Square Garden, New York City, New York, U.S.                  | Won WBA super welterweight title                                                 |
| Victorie   | 76–4             | José Cuevas                  | TKO | 4 (12), 2:26  | Jan 29, 1983 | Memorial Sports Arena, Los Angeles, California, U.S.                  |                                                                                  |
| Victorie   | 75–4             | Jimmy Batten                 | UD  | 10            | Nov 12, 1982 | Orange Bowl, Miami, Florida, U.S.                                     |                                                                                  |
| Înfrângere | 74–4             | Kirkland Laing               | SD  | 10            | Sep 4, 1982  | Cobo Hall, Detroit, Michigan, U.S.                                    |                                                                                  |
| Înfrângere | 74–3             | Wilfred Benítez              | UD  | 15            | Jan 30, 1982 | Caesars Palace, Paradise, Nevada, U.S.                                | For WBC super welterweight title                                                 |
| Victorie   | 74–2             | Luigi Minchillo              | UD  | 10            | Sep 26, 1981 | Caesars Palace, Paradise, Nevada, U.S.                                |                                                                                  |
| Victorie   | 73–2             | Nino Gonzalez                | UD  | 10            | Aug 9, 1981  | Public Auditorium, Cleveland, Ohio, U.S.                              |                                                                                  |
| Înfrângere | 72–2             | Sugar Ray Leonard            | TKO | 8 (15), 2:44  | Nov 25, 1980 | Superdome, New Orleans, Louisiana, U.S.                               | Lost WBC, The Ring, and lineal welterweight titles                               |
| Victorie   | 72–1             | Sugar Ray Leonard            | UD  | 15            | Jun 20, 1980 | Olympic Stadium, Montreal, Quebec, Canada                             | Won WBC, The Ring, and lineal welterweight titles                                |
| Victorie   | 71–1             | Wellington Wheatley          | TKO | 6 (10)        | Feb 24, 1980 | Tropicana Las Vegas, Paradise, Nevada, U.S.                           |                                                                                  |
| Victorie   | 70–1             | Joseph Nsubuga               | RTD | 4 (10), 3:00  | Jan 13, 1980 | Caesars Palace, Paradise, Nevada, U.S.                                |                                                                                  |
| Victorie   | 69–1             | Zeferino Gonzalez            | UD  | 10            | Sep 28, 1979 | Caesars Palace, Paradise, Nevada, U.S.                                |                                                                                  |
| Victorie   | 68–1             | Carlos Palomino              | UD  | 10            | Jun 22, 1979 | Madison Square Garden, New York City, New York, U.S.                  |                                                                                  |
| Victorie   | 67–1             | Jimmy Heair                  | UD  | 10            | Apr 8, 1979  | Caesars Palace, Paradise, Nevada, U.S.                                |                                                                                  |
| Victorie   | 66–1             | Monroe Brooks                | KO  | 8 (12), 1:59  | Dec 8, 1978  | Madison Square Garden, New York City, New York, U.S.                  |                                                                                  |
| Victorie   | 65–1             | Ezequiel Obando              | KO  | 2 (10), 1:09  | Sep 1, 1978  | Gimnasio Nuevo Panama, Panama City, Panama                            |                                                                                  |
| Victorie   | 64–1             | Adolfo Viruet                | UD  | 10            | Apr 27, 1978 | Madison Square Garden, New York City, New York, U.S.                  |                                                                                  |
| Victorie   | 63–1             | Esteban de Jesús             | TKO | 12 (15), 2:32 | Jan 21, 1978 | Caesars Palace, Paradise, Nevada, U.S.                                | Retained WBA, The Ring, and lineal lightweight titles; Won WBC lightweight title |
| Victorie   | 62–1             | Edwin Viruet                 | UD  | 15            | Sep 17, 1977 | Spectrum, Philadelphia, Pennsylvania, U.S.                            | Retained WBA, The Ring, and lineal lightweight titles                            |
| Victorie   | 61–1             | Bernardo Diaz                | KO  | 1 (10), 1:29  | Aug 6, 1977  | Gimnasio Nuevo Panama, Panama City, Panama                            |                                                                                  |
| Victorie   | 60–1             | Javier Muniz                 | UD  | 10            | 16 mai 1977  | Capital Centre, Landover, Maryland, U.S.                              |                                                                                  |
| Victorie   | 59–1             | Vilomar Fernandez            | KO  | 13 (15), 2:10 | Jan 29, 1977 | Fontainbleau, Miami Beach, Florida, U.S.                              | Retained WBA, The Ring, and lineal lightweight titles                            |
| Victorie   | 58–1             | Alvaro Rojas                 | KO  | 1 (15), 2:17  | Oct 15, 1976 | Sportatorium, Pembroke Pines, Florida, U.S.                           | Retained WBA, The Ring, and lineal lightweight titles                            |
| Victorie   | 57–1             | Emiliano Villa               | TKO | 7 (10), 2:00  | Jul 31, 1976 | Gimnasio Nuevo Panama, Panama City, Panama                            |                                                                                  |
| Victorie   | 56–1             | Lou Bizzarro                 | KO  | 14 (15), 2:15 | 23 mai 1976  | County Field House, Erie, Pennsylvania, U.S.                          | Retained WBA, The Ring, and lineal lightweight titles                            |
| Victorie   | 55–1             | Saoul Mamby                  | UD  | 10            | 4 mai 1976   | Miami Beach, Florida, U.S.                                            |                                                                                  |
| Victorie   | 54–1             | Leoncio Ortiz                | KO  | 15 (15), 2:39 | Dec 20, 1975 | Roberto Clemente Coliseum, San Juan, Puerto Rico                      | Retained WBA, The Ring, and lineal lightweight titles                            |
| Victorie   | 53–1             | Edwin Viruet                 | UD  | 10            | Sep 30, 1975 | Nassau Veterans Memorial Coliseum, Hempstead, New York, U.S.          |                                                                                  |
| Victorie   | 52–1             | Alirio Acuna                 | KO  | 3 (10)        | Sep 13, 1975 | Gimnasio Jose D. Crespo, Chitré, Panama                               |                                                                                  |
| Victorie   | 51–1             | Pepe El Toro                 | KO  | 1 (10), 2:00  | Aug 2, 1975  | Roberto Clemente Stadium, Managua, Nicaragua                          |                                                                                  |
| Victorie   | 50–1             | Jose Peterson                | TKO | 1 (10), 1:02  | Jun 3, 1975  | Convention Center, Miami Beach, Florida, U.S.                         |                                                                                  |
| Victorie   | 49–1             | Ray Lampkin                  | KO  | 14 (15), 0:39 | Mar 2, 1975  | Gimnasio Nuevo Panama, Panama City, Panama                            | Retained WBA, The Ring, and lineal lightweight titles                            |
| Victorie   | 48–1             | Andres Salgado               | KO  | 1 (10), 1:00  | Feb 15, 1975 | Gimnasio Nuevo Panama, Panama City, Panama                            |                                                                                  |
| Victorie   | 47–1             | Masataka Takayama            | KO  | 1 (15), 1:40  | Dec 21, 1974 | Plaza de Toros El Zapote, San José, Costa Rica                        | Retained WBA, The Ring, and lineal lightweight titles                            |
| Victorie   | 46–1             | Adalberto Vanegas            | KO  | 1 (10)        | Nov 16, 1974 | Gimnasio Nuevo Panama, Panama City, Panama                            |                                                                                  |
| Victorie   | 45–1             | Jose Vasquez                 | KO  | 2 (10)        | Oct 31, 1974 | Gimnasio Eddie Cortez, San José, Costa Rica                           |                                                                                  |
| Victorie   | 44–1             | Hector Matta                 | UD  | 10            | Sep 2, 1974  | Roberto Clemente Coliseum, San Juan, Puerto Rico                      |                                                                                  |
| Victorie   | 43–1             | Flash Gallego                | TKO | 7 (10), 2:35  | Jul 6, 1974  | Gimnasio Nuevo Panama, Panama City, Panama                            |                                                                                  |
| Victorie   | 42–1             | Esteban de Jesús             | KO  | 11 (15), 1:11 | Mar 16, 1974 | Gimnasio Nuevo Panama, Panama City, Panama                            | Retained WBA, The Ring, and lineal lightweight titles                            |
| Victorie   | 41–1             | Armando Mendoza              | TKO | 3 (10), 1:50  | Feb 16, 1974 | Gimnasio Nuevo Panama, Panama City, Panama                            |                                                                                  |
| Victorie   | 40–1             | Leonard Tavarez              | TKO | 4 (10)        | Jan 21, 1974 | Palais des Sports, Paris, France                                      |                                                                                  |
| Victorie   | 39–1             | Tony Garcia                  | KO  | 3 (10)        | Dec 1, 1973  | Gimnasio Escuela Normal, Santiago de Veraguas, Panama                 |                                                                                  |
| Victorie   | 38–1             | Guts Ishimatsu               | TKO | 10 (15), 2:10 | Sep 8, 1973  | Gimnasio Nuevo Panama, Panama City, Panama                            | Retained WBA, The Ring, and lineal lightweight titles                            |
| Victorie   | 37–1             | Doc McClendon                | UD  | 10            | Aug 4, 1973  | Roberto Clemente Coliseum, San Juan, Puerto Rico                      |                                                                                  |
| Victorie   | 36–1             | Hector Thompson              | TKO | 8 (15), 2:15  | Jun 2, 1973  | Gimnasio Nuevo Panama, Panama City, Panama                            | Retained WBA, The Ring, and lineal lightweight titles                            |
| Victorie   | 35–1             | Gerardo Ferrat               | TKO | 2 (10), 2:45  | Apr 14, 1973 | Gimnasio Nuevo Panama, Panama City, Panama                            |                                                                                  |
| Victorie   | 34–1             | Javier Ayala                 | UD  | 10            | Mar 17, 1973 | Memorial Sports Arena, Los Angeles, California, U.S.                  |                                                                                  |
| Victorie   | 33–1             | Juan Medina                  | TKO | 7 (10), 1:22  | Feb 22, 1973 | Grand Olympic Auditorium, Los Angeles, California, U.S.               |                                                                                  |
| Victorie   | 32–1             | Jimmy Robertson              | KO  | 5 (15)        | Jan 20, 1973 | Gimnasio Nuevo Panama, Panama City, Panama                            | Retained WBA, The Ring, and lineal lightweight titles                            |
| înfrângere | 31–1             | Esteban de Jesús             | UD  | 10            | Nov 17, 1972 | Madison Square Garden, New York City, New York, U.S.                  |                                                                                  |
| Victorie   | 31–0             | Lupe Ramirez                 | KO  | 1 (10), 3:03  | Oct 28, 1972 | Gimnasio Nuevo Panama, Panama City, Panama                            |                                                                                  |
| Victorie   | 30–0             | Greg Potter                  | KO  | 1 (10), 1:58  | Sep 2, 1972  | Gimnasio Nuevo Panama, Panama City, Panama                            |                                                                                  |
| Victorie   | 29–0             | Ken Buchanan                 | TKO | 13 (15)       | Jun 26, 1972 | Madison Square Garden, New York City, New York, U.S.                  | Won WBA, The Ring, and lineal lightweight titles                                 |
| Victorie   | 28–0             | Francisco Munoz              | TKO | 1 (10), 2:34  | Mar 10, 1972 | Gimnasio Nuevo Panama, Panama City, Panama                            |                                                                                  |
| Victorie   | 27–0             | Angel Robinson Garcia        | UD  | 10            | Jan 15, 1972 | Gimnasio Nuevo Panama, Panama City, Panama                            |                                                                                  |
| Victorie   | 26–0             | Hiroshi Kobayashi            | KO  | 7 (10), 0:30  | Oct 16, 1971 | Gimnasio Nuevo Panama, Panama City, Panama                            |                                                                                  |
| Victorie   | 25–0             | Benny Huertas                | TKO | 1 (10), 1:06  | Sep 13, 1971 | Madison Square Garden, New York City, New York, U.S.                  |                                                                                  |
| Victorie   | 24–0             | Fermin Soto                  | TKO | 3 (10)        | Jul 18, 1971 | Monterrey, Mexico                                                     |                                                                                  |
| Victorie   | 23–0             | Lloyd Marshall               | TKO | 6 (10), 1:37  | 29 mai 1971  | Gimnasio Nuevo Panama, Panama City, Panama                            |                                                                                  |
| Victorie   | 22–0             | Jose Acosta                  | KO  | 1 (10), 1:55  | Mar 21, 1971 | Gimnasio Nuevo Panama, Panama City, Panama                            |                                                                                  |
| Victorie   | 21–0             | Jose Angel Herrera           | KO  | 6 (10)        | Jan 10, 1971 | Toreo, Monterrey, Mexico                                              |                                                                                  |
| Victorie   | 20–0             | Ignacio Castaneda            | TKO | 3 (10)        | Oct 18, 1970 | Gimnasio Nuevo Panamá, Panama City, Panama                            |                                                                                  |
| Victorie   | 19–0             | Marvin Castaneda             | KO  | 1 (10), 1:30  | Sep 5, 1970  | Gimnasio Municipal, Puerto Armuelles, Panama                          |                                                                                  |
| Victorie   | 18–0             | Clemente Mucino              | KO  | 6 (10), 2:18  | Jul 18, 1970 | Arena de Colón, Colón, Panama                                         |                                                                                  |
| Victorie   | 17–0             | Ernesto Marcel               | TKO | 10 (10)       | 16 mai 1970  | Gimnasio Nuevo Panama, Panama City, Panama                            |                                                                                  |
| Victorie   | 16–0             | Felipe Torres                | UD  | 10            | Mar 28, 1970 | Mexico City, Mexico                                                   |                                                                                  |
| Victorie   | 15–0             | Luis Patino                  | KO  | 8 (10)        | Nov 23, 1969 | Gimnasio Neco de la Guardia, Panama City, Panama                      |                                                                                  |
| Victorie   | 14–0             | Serafin Garcia               | TKO | 5 (8)         | Sep 21, 1969 | Gimnasio Neco de la Guardia, Panama City, Panama                      |                                                                                  |
| Victorie   | 13–0             | Adolfo Osses                 | TKO | 7 (8)         | Jun 22, 1969 | Gimnasio Neco de la Guardia, Panama City, Panama                      |                                                                                  |
| Victorie   | 12–0             | Jacinto Garcia               | TKO | 4 (8)         | 18 mai 1969  | Gimnasio Neco de la Guardia, Panama City, Panama                      |                                                                                  |
| Victorie   | 11–0             | Eduardo Frutos               | UD  | 6             | Feb 1, 1969  | Estadio Nacional, Panama City, Panama                                 |                                                                                  |
| Victorie   | 10–0             | Alberto Brand                | TKO | 4 (6), 2:50   | Jan 19, 1969 | Gimnasio Neco de la Guardia, Panama City, Panama                      |                                                                                  |
| Victorie   | 9–0              | Carlos Howard                | TKO | 1 (6)         | Dec 7, 1968  | Gimnasio Neco de la Guardia, Panama City, Panama                      |                                                                                  |
| Victorie   | 8–0              | Juan Gondola                 | KO  | 2 (6)         | Nov 16, 1968 | Arena de Colón, Colón, Panama                                         |                                                                                  |
| Victorie   | 7–0              | Cesar De Leon                | KO  | 1 (6), 1:20   | Sep 22, 1968 | Gimnasio Neco de la Guardia, Panama City, Panama                      |                                                                                  |
| Victorie   | 6–0              | Leroy Carghill               | KO  | 1 (6)         | Aug 25, 1968 | Gimnasio Neco de la Guardia, Panama City, Panama                      |                                                                                  |
| Victorie   | 5–0              | Enrique Jacobo               | KO  | 1 (6)         | Aug 10, 1968 | Panama City, Panama                                                   |                                                                                  |
| Victorie   | 4–0              | Eduardo Morales              | KO  | 1 (4), 3:00   | Jun 30, 1968 | Gimnasio Neco de la Guardia, Panama City, Panama                      |                                                                                  |
| Victorie   | 3–0              | Manuel Jimenez               | KO  | 1 (4)         | Jun 15, 1968 | Arena de Colón, Colón, Panama                                         |                                                                                  |
| Victorie   | 2–0              | Juan Gondola                 | KO  | 1 (4)         | 14 mai 1968  | Colón, Panama                                                         |                                                                                  |
| Victorie   | 1–0              | Carlos Mendoza               | UD  | 4             | Feb 23, 1968 | Arena de Colón, Colón, Panama                                         | Professional debut                                                               |